# Landkreis Havelland

Karte des Landkreises Havelland

Der Landkreis Havelland [ˈhaːfl̩ˌlant] ist ein Landkreis im Westen des Landes Brandenburg.

## Geographie
Der Landkreis Havelland umfasst den größten Teil des Havellandes. Im Osten hat er Anteil am Naturraum der Zehdenick-Spandauer Havelniederung.
Nachbarkreise sind im Norden der Landkreis Ostprignitz-Ruppin und im Nordosten der Landkreis Oberhavel. Den östlichen Abschluss bildet die Landesgrenze zum Berliner Bezirk Spandau. Im Südosten grenzt der Landkreis an die kreisfreie Landeshauptstadt Potsdam, im Süden an den Landkreis Potsdam-Mittelmark und die kreisfreie Stadt Brandenburg an der Havel. An der Grenze im Westen liegen die sachsen-anhaltischen Landkreise Stendal und Jerichower Land.

## Gemeinden
Seit der Gemeindegebietsreform 2003 umfasst der Landkreis 26 Gemeinden, darunter sieben Städte.
(Einwohner am 31. Dezember 2024)
| Amtsfreie Städte 1. Falkensee (45.720) 2. Ketzin/Havel (6684) 3. Nauen (19.679) 4. Premnitz (8057) 5. Rathenow (25.087) Weitere amtsfreie Gemeinden 1. Brieselang (13.187) 2. Dallgow-Döberitz (10.882) 3. Milower Land (4287) 4. Schönwalde-Glien (10.523) 5. Wustermark (11.024) | Ämter und zugehörige Gemeinden 1. Friesack (6530) 1. Friesack, Stadt (2545) 2. Mühlenberge (765) 3. Paulinenaue (1328) 4. Pessin (610) 5. Retzow (516) 6. Wiesenaue (766) 2. Nennhausen (4663) 1. Kotzen (650) 2. Märkisch Luch (1372) 3. Nennhausen (1768) 4. Stechow-Ferchesar (873) 3. Rhinow (4511) 1. Gollenberg (394) 2. Großderschau (427) 3. Havelaue (880) 4. Kleßen-Görne (348) 5. Rhinow, Stadt (1603) 6. Seeblick (859) |  |

## Geschichte
Aus der Zeit der frühmittelalterlichen slawischen Besiedlung sind die Burgställe mehrerer ehemaliger slawischer Burgwälle wie der Burgwall Bamme oder der Burgwall Hohennauen-Witzke erhalten. Die historische Landschaft Havelland war das Stammesgebiet der slawischen Heveller. Zentraler Burgort war Brandenburg an der Havel. Das Stammesgebiet der Heveller geriet aufgrund eines Erbvertrages zwischen dem Hevellerfürsten Pribislaw-Heinrich und Albrecht dem Bären 1150/1157 in dessen Besitz und war das Stammland der von Albrecht dem Bären gegründeten Mark Brandenburg. Frühdeutsches Zeugnis im Havelland ist der Burgstall der Burg Landin auf dem Teufelsberg.
Vom Mittelalter bis 1817 bildete das Havelland einen eigenen Kreis in der Mark Brandenburg. Ab 1817 bis nach dem Zweiten Weltkrieg war das Havelland in die beiden Kreise Ost- und Westhavelland unterteilt.
Der Landkreis Havelland entstand am 6. Dezember 1993 im Rahmen der brandenburgischen Kreisreform durch Zusammenlegung der ehemaligen Kreise Nauen (NAU) und Rathenow (RN). Hier waren auch die Landratsämter der im Königreich Preußen gebildeten und bis 1952 bestehenden Landkreise Westhavelland und Osthavelland. Die Grenzziehung erfolgte nach dem Prinzip der Bildung von Sektoralkreisen.

## Bevölkerungsentwicklung
| Jahr | Einwohner |
| ---- | --------- |
| 1993 | 128 742   |
| 1995 | 131 381   |
| 2000 | 148 130   |
| 2005 | 155 019   |
| 2010 | 154 891   |
| 2015 | 158 236   |

| Jahr | Einwohner |
| ---- | --------- |
| 2020 | 164 693   |
| 2021 | 165 906   |
| 2022 | 168 494   |
| 2023 | 169 721   |
| 2023 | 170 834   |

Gebietsstand und Einwohnerzahl am 31. Dezember des jeweiligen Jahres, ab 2011 auf Basis des Zensus 2011, ab 2022 auf Basis des Zensus 2022

## Politik

### Kreistag
| Wahl des Kreistags Havelland 2024Wahlbeteiligung: 62,7 % (2019: 58,4 %) %3020100 24,6 %24,4 %17,7 %8,2 %7,0 %4,6 %4,3 %3,6 %2,3 %2,0 %1,2 % AfDCDUSPDGrüneLinkeBVB/FWBauerngFDPPARTEILWNjPPSTHkGewinne und Verlusteim Vergleich zu 2019 %p 12 10 8 6 4 2 0 −2 −4 −6+10,4 %p+4,1 %p−0,5 %p−5,5 %p−4,9 %p−0,8 %p+1,2 %p−2,4 %p+2,3 %p+0,1 %p−2,2 %pAfDCDUSPDGrüneLinkeBVB/FWBauernFDPPARTEILWNPPSTHAnmerkungen:g Wählergruppe Bauern im Havellandj Ländliche Wählergemeinschaft Nauenk Listenvereinigung Fortschritt statt Gleichschritt (Piraten-PDS-Sorben-Tierschutz-HipHop) | Sitzverteilung im Kreistag Havelland seit 2024Insgesamt 56 Sitze - Linke: 4 - PARTEI: 1 - SPD: 10 - Grüne: 5 - Bauern: 2 - PPSTH: 1 - LWN: 1 - BVB/FW: 2 - FDP: 2 - CDU: 14 - AfD: 14 |

Die 56 Sitze im Kreistag verteilen sich seit der Wahl vom 9. Juni 2024 wie folgt auf Parteien und Wählergruppen:
| Partei/Gruppierung                                                                       | Stimmen 2019 | Stimmen 2024 |  | Sitze 2019 | Sitze 2024 |
| ---------------------------------------------------------------------------------------- | ------------ | ------------ |  | ---------- | ---------- |
| AfD                                                                                      | 14,2 %       | 24,6 %       |  | 8          | 14         |
| CDU                                                                                      | 20,3 %       | 24,4 %       |  | 11         | 14         |
| SPD                                                                                      | 18,2 %       | 17,7 %       |  | 10         | 10         |
| Bündnis 90/Die Grünen                                                                    | 13,7 %       | 8,2 %        |  | 8          | 5          |
| Die Linke                                                                                | 11,9 %       | 7,0 %        |  | 7          | 4          |
| BVB/Freie Wähler                                                                         | 5,4 %        | 4,6 %        |  | 3          | 2          |
| Wählergruppe Bauern im Havelland                                                         | 3,2 %        | 4,3 %        |  | 2          | 2          |
| FDP                                                                                      | 6,0 %        | 3,6 %        |  | 3          | 2          |
| Die PARTEI                                                                               | –            | 2,3 %        |  | –          | 1          |
| Ländliche Wählergemeinschaft Nauen                                                       | 1,9 %        | 2,0 %        |  | 1          | 1          |
| Listenvereinigung Fortschritt statt Gleichschritt (Piraten-PDS-Sorben-Tierschutz-HipHop) | 3,4 %        | 1,2 %        |  | 2          | 1          |
| Die Heimat (2019: NPD)                                                                   | 1,2 %        | –            |  | 1          | –          |

### Landrat
- 1993–2016: Burkhard Schröder (SPD)
- seit 2016: Roger Lewandowski (CDU)

Lewandowski erreichte in der Landratsstichwahl am 24. April 2016 53,2 % der gültigen Stimmen. Allerdings verfehlte er durch die geringe Wahlbeteiligung von 28,7 % das erforderliche Quorum von 15 % der Wahlberechtigten. Infolgedessen hatte der Kreistag zu entscheiden. Er wählte Lewandowski am 20. Juni 2016 entsprechend § 72 (3) des Brandenburgischen Kommunalwahlgesetzes für eine Amtszeit von acht Jahren zum Landrat.
Zur Landratswahl am 26. Mai 2024 erhielt Roger Lewandowski mit 53,6 % der abgegebenen Stimmen die absolute Mehrheit, bei einer Wahlbeteiligung von 46,8 %. Damit tritt er seine zweite Amtszeit als Landrat bis voraussichtlich 2032 an.

### Parteien
Es existieren Kreisverbände von CDU, SPD, FDP, Bündnis 90/Die Grünen, der Linken, der AfD, der Piratenpartei, der PARTEI und der Familienpartei.

### Wappen
Der Kreistag Havelland hat in seiner 14. Sitzung am 20. Februar 1995 die Führung des nachstehend beschriebenen, von der Grafikerin Ruth Peschel entworfenen Wappens beschlossen. Die Genehmigung durch das Brandenburgische Innenministerium erfolgte am 31. August 1995.
Wappenbeschreibung
„Von Blau über Silber durch Wellenschnitt geteilt; oben zwei versetzt rechtshin fliegende, goldgeschnäbelte silberne Schwäne, unten ein goldbewehrtes rotes Adlerhaupt, beiderseits begleitet von einem sechsstrahligen blauen Stern.“
Die Wappen der Ämter, Städte und Gemeinden des Landkreises stehen in der Liste der Wappen im Landkreis Havelland.

### Flagge
Der Kreistag Havelland hat in seiner 20. Sitzung am 25. September 1995 beschlossen, die nachstehend beschriebene Flagge führen zu wollen und die Genehmigung dazu beim Ministerium des Innern einzuholen.
Die Flagge ist Blau – Weiß – Blau (1:2:1) gestreift und mittig mit dem Wappen des Landkreises belegt.

### Dienstsiegel
Der Landkreis Havelland führt in seinem Dienstsiegel das Kreiswappen und trägt die Umschrift „Landkreis Havelland“ in Großbuchstaben. Vor der Annahme und Genehmigung des Kreiswappens führte der Landkreis Havelland in seinem Dienstsiegel das Brandenburgische Landeswappen.

## Wirtschaft und Verkehr
Im Zukunftsatlas 2016 belegte der Landkreis Havelland Platz 367 von 402 Landkreisen und kreisfreien Städten in Deutschland und zählt damit zu den Regionen mit „hohen Zukunftsrisiken“. Der Zukunftsatlas 2022 führt den Landkreis auf dem Platz 312 mit "leichte[n] Risiken" für die Zukunftschancen der Region.

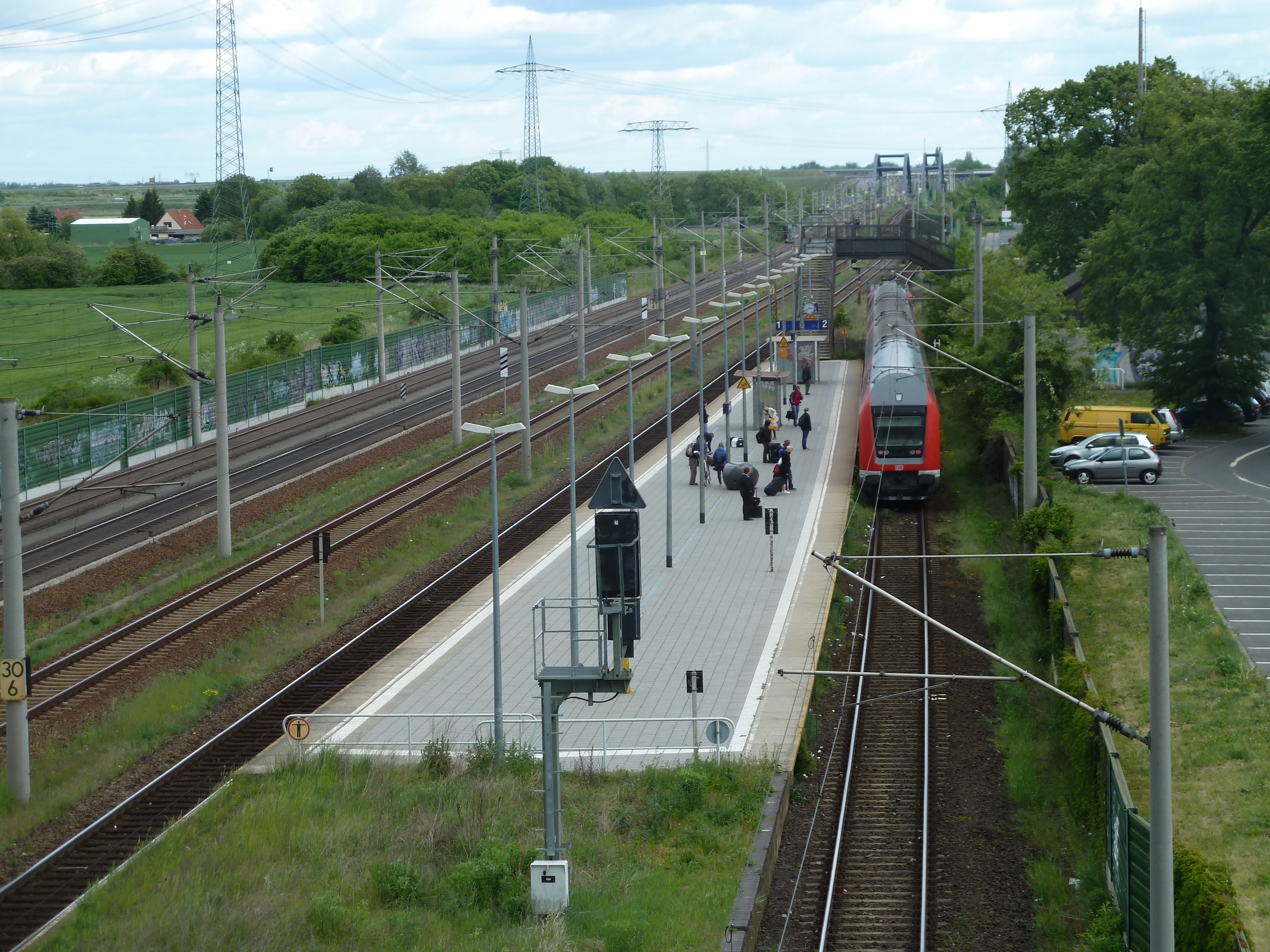
Regionalbahn im Bahnhof Wustermark, links die Gleise der ICE-Strecke Hannover-Berlin. Gesehen von der Brücke der Hamburger Straße bzw. L204.

### Digitalisierung
Seit 2022 gibt es eine Förderung die den Ausbau von Breitbandinternet vorantreibt, um gut 13.000 unterversorgte Adresspunkte mit Glasfaser zu versorgen. Auch der Ausbau des 5G-Netzes wird weiter fokussiert. Weiterhin wurde 2023 die "Mein HVL" App eingeführt, um über Veranstaltungstermine in der Region aufzuzeigen, über Abfallkalender und Baustellen zu informieren und Termine beim Bürgerbüro, Ämtern und Behörden zu buchen. Diese App wurde in Zusammenarbeit mit Smart Village App, einer Open-Source-App für Dörfer, Städte und Landkreise, erstellt.

### Straßenverkehr
Die Bundesautobahn 10 durchquert den Landkreis Havelland im Osten in Nord-Süd-Richtung. Weiterhin wird der Landkreis durch die Bundesstraßen 102 und 188 im Westen sowie 273 im Osten erschlossen; die Bundesstraße 5 durchquert den Landkreis von Osten aus und verlässt ihn bei Wutzetz nördlich von Friesack. Sie ist zwischen Nauen und Berlin zweispurig ausgebaut und als Kraftfahrstraße deklariert.
Die Bundesautobahn 24 tangiert den Landkreis im Norden, die Bundesstraße 2 im Südosten.

### Schienenverkehr
Zentral durch den Landkreis führen in Ost-West-Richtung die Berlin-Lehrter Bahn (mit der Schnellfahrstrecke Hannover–Berlin) sowie die Berlin-Hamburger Bahn. Fernzüge durchqueren den Landkreis allerdings ohne Halt.
Die Regionalverkehrslinie RE4 verläuft auf der Berlin-Lehrter Bahn über Dallgow-Döberitz, Wustermark und Rathenow im Landkreis. Außerdem verbindet sie Rathenow mit Stendal; ebenso wie die Regionalbahn 34, welche allerdings in Rathenow endet. Ferner wird Rathenow über den RB51 mit Brandenburg an der Havel verbunden. Die Regionalbahn 21 verbindet das Südosthavelland mit Berlin und Potsdam.
Über die Berlin-Hamburger Bahn verlaufen die Linien RE2, RB10, RB14, RE6 und RE8. Alle Linien bis auf RE6 und RE8 enden in Nauen und halten an jedem an der Strecke liegenden Bahnhof; die Linie RE8 verläuft weiter über Neustadt (Dosse) bis nach Wittenberge. Die Linie RE6 hält nur am Bahnhof Falkensee und biegt dann in Richtung Hennigsdorf von der Berlin-Hamburger Bahn ab.
Der Landkreis Havelland liegt auf der Berlin-Lehrter Bahn bis Wustermark und auf der Berlin-Hamburger Bahn bis Brieselang im Berliner Tarifbereich C.

### Flugverkehr
Im Landkreis befinden sich Flugplätze in Stölln/Rhinow, Stechow-Ferchesar und in Bienenfarm. Der Flugplatz Stölln/Rhinow wird von den Betreibern als ältester Flugplatz der Welt bezeichnet. Außerdem bestand der Flugplatz Staaken, welcher 1957 stillgelegt wurde, im Osten des Landkreises. Auf dem heutigen Gelände befindet sich ein Solarpark, die alten Start- und Landebahnen sind noch gut zu erkennen.

## Schutzgebiete
Im Landkreis befinden sich 26 ausgewiesene Naturschutzgebiete (Stand Februar 2017).

## Kfz-Kennzeichen
Am 1. Januar 1994 wurde dem Landkreis das Kfz-Kennzeichen HVL zugewiesen und seitdem ausgegeben. Seit dem 4. Januar 2016 sind die 1993 abgelösten Zeichen NAU (Nauen) und RN (Rathenow) wieder erhältlich.

## Eingliederungen und Zusammenschlüsse von Gemeinden
In der Tabelle sind die Eingliederungen und Zusammenschlüsse von Gemeinden seit der Bildung des Landkreises am 5. Dezember 1993 erfasst.
| Gemeinde          | Datum      | Eingliederung von                                                                                   | nach             | Zusammenschluss von                                            | zu                |
| ----------------- | ---------- | --------------------------------------------------------------------------------------------------- | ---------------- | -------------------------------------------------------------- | ----------------- |
| Brieselang        | 26.10.2003 | Bredow Zeestow                                                                                      | Brieselang       |                                                                |                   |
| Dallgow-Döberitz  | 26.10.2003 | Seeburg (Landkreis Potsdam-Mittelmark)                                                              | Dallgow-Döberitz |                                                                |                   |
| Friesack          | 31.12.2002 | Wutzetz Zootzen                                                                                     | Friesack         |                                                                |                   |
| Gollenberg        | 31.12.2002 | |                  | Schönholz-Neuwerder Stölln                                     | Gollenberg        |
| Havelaue          | 31.12.2001 | |                  | Gülpe Parey Spaatz Strodehne Wolsier                           | Havelaue          |
| Ketzin/Havel      | 26.10.2003 | Etzin Falkenrehde Tremmen Zachow                                                                    | Ketzin           |                                                                |                   |
| Kleßen-Görne      | 31.12.2002 | |                  | Görne Kleßen                                                   | Kleßen-Görne      |
| Kotzen            | 26.10.2003 | |                  | Kotzen Kriele Landin                                           | Kotzen            |
| Märkisch Luch     | 31.12.2002 | |                  | Barnewitz Buschow Garlitz Möthlow                              | Märkisch Luch     |
| Milower Land      | 26.10.2003 | Nitzahn                                                                                             | Milower Land     | Bützer Großwudicke Jerchel Milow Möthlitz Vieritz Zollchow     | Milower Land      |
| Mühlenberge       | 31.12.2002 | |                  | Haage Senzke Wagenitz                                          | Mühlenberge       |
| Nauen             | 26.10.2003 | Berge Bergerdamm Börnicke Groß Behnitz Kienberg Klein Behnitz Lietzow Markee Ribbeck Tietzow Wachow | Nauen            |                                                                |                   |
| Nennhausen        | 26.10.2003 | Bamme Gräningen Liepe Mützlitz                                                                      | Nennhausen       |                                                                |                   |
| Paulinenaue       | 26.10.2003 | Selbelang                                                                                           | Paulinenaue      |                                                                |                   |
| Premnitz          | 31.12.2002 | Mögelin                                                                                             | Premnitz         |                                                                |                   |
| Premnitz          | 26.10.2003 | Döberitz                                                                                            | Premnitz         |                                                                |                   |
| Rathenow          | 31.12.2001 | Böhne Göttlin Grütz Semlin Steckelsdorf                                                             | Rathenow         |                                                                |                   |
| Schönwalde-Glien  | 26.10.2003 | |                  | Grünefeld Paaren im Glien Pausin Perwenitz Schönwalde Wansdorf | Schönwalde-Glien  |
| Seeblick          | 31.12.2001 | |                  | Hohennauen Wassersuppe Witzke                                  | Seeblick          |
| Stechow-Ferchesar | 31.12.2002 | |                  | Ferchesar Stechow                                              | Stechow-Ferchesar |
| Wiesenaue         | 26.10.2003 | |                  | Brädikow Vietznitz Warsow                                      | Jahnberge         |
| Wustermark        | 27.09.1998 | Wernitz                                                                                             | Wustermark       |                                                                |                   |
| Wustermark        | 31.12.2002 | |                  | Buchow-Karpzow Elstal Hoppenrade Priort Wustermark             | Wustermark        |

Jahnberge wurde am 1. Oktober 2004 in Wiesenaue umbenannt.